# Ім'ярек

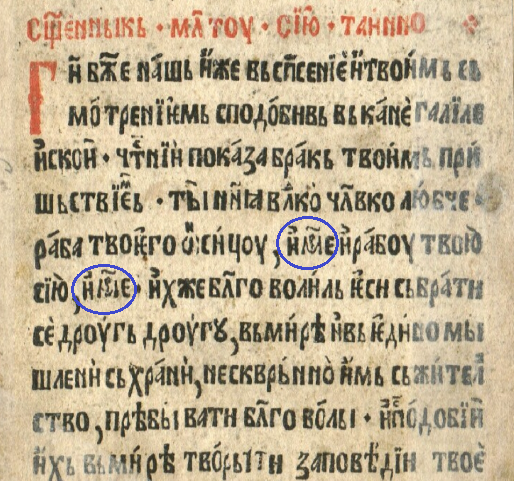
Молитва вінчання

Ім'ярек (від церк.-слов. и҆́мѧ рекъ — «назвавши ім'я») — слово-екземплифікант, що використовується в текстах молитов та інших церковних текстах, а також (до початку XX століття) у різного роду офіційних актах, анкетах чи наказових паперах в тому місці, де має бути поставлено ім'я того, хто читає молитву або пише документ за зразком.